# All Because of You
"All Because of You" je pjesma japanskog pop dueta Puffy AmiYumi s njihova jedanaestog studijskog albuma "Bring It". Pjesmu je napisala Avril Lavigne, a producirao ju je Butch Walker. Pjesma je izašla kao prvi singl s albuma i to je njihov 25 singl u karijeri. Ta pjesma je žanrovski pop-punk s elementima rocka. Singl je izašao i kao limitirano izdanje koje sadrži bonus DVD na kojemu se nalaze nastupi uživo s posljednje turneje.

## Popis pjesama

### CD singl[1]
1. "All Because Of You"
2. "Furontia no Paionia"
3. "Closet Full Of Love" (Ryukyudisko remix)

## Povijest izlaska
| Država | Datum izlaska     | Format   | Kuća           |
| ------ | ----------------- | -------- | -------------- |
| Japan  | 21. svibnja 2008. | CD singl | Ki/oon Records |